# Evangelisch-lutherische Propstei Helmstedt
Die Evangelisch-lutherische Propstei Helmstedt ist eine kirchliche Verwaltungseinheit in der Kreisstadt Helmstedt im Landkreis Helmstedt in Niedersachsen. Sie setzt sich aus zwei Pfarrverbänden mit zwölf Kirchengemeinden mit etwa 21.000 evangelischen Christen zusammen. Die Helmstedter Propstei ist einer von 12 Unterbezirken der Evangelisch-lutherischen Landeskirche in Braunschweig.

## Gemeindegliederung
Die Propstei gliedert sich in zwei Pfarrverbände.

### Pfarrverband Helmstedt-Nord
- Kirchengemeinde Georg Calixt in Helmstedt
  - Kirchen: St. Marienberg, St. Stephani, St. Thomas
- Kirchengemeinde Mariental–Barmke
  - Kirchen: Dorfkirche (Barmke), Kloster Mariental
- Kirchengemeinde St. Christophorus in Helmstedt
  - Kirchen: St. Christophorus (Helmstedt)
- Kirchengemeinde St. Maria in Grasleben
  - Kirchen: St. Maria (Grasleben)
- Kirchengemeinde St. Petri Emmerstedt in Helmstedt
  - Kirchen: St. Petri (Emmerstedt)
- Kirchengemeinde St. Walpurgis in Helmstedt
  - Kirchen: St. Walpurgis (Helmstedt)

### Pfarrverband Helmstedt-Süd
- Kirchengemeinde Büddenstedt
  - Kirchen: St. Georg (Offleben), Dorfkirche (Reinsdorf), Martin-Luther-Kirche (Büddenstedt)
- Kirchengemeinde Clus und St. Andreas Esbeck in Schöningen
  - Kirchen: Clus-Kirche (Schöningen), St. Andreas (Esbeck)
- Kirchengemeinde St. Angelus am Elm
  - Kirchen: St. Georg (Wobeck), St. Mauritius (Twieflingen), St. Nicolai (Hoiersdorf)
- Kirchengemeinde St. Petrus am Heeseberg
  - Kirchen: Dorfkirche Beierstedt, St. Petri (Dobbeln), St. Nikolai (Söllingen), St. Petrus (Jerxheim)
- Kirchengemeinde St. Stephan am Großen Bruch
  - Kirchen: Kirche Barnstorf, St. Johannis (Gevensleben), St. Nikolaus (Ingeleben), St. Stephan (Watenstedt)
- Kirchengemeinde St. Vincenz und St. Lorenz in Schöningen
  - Kirchen: St. Vincenz (Schöningen), St. Lorenz (Schöningen)